# Japan Mobility Show
Ne pas confondre avec Tokyo Auto Salon

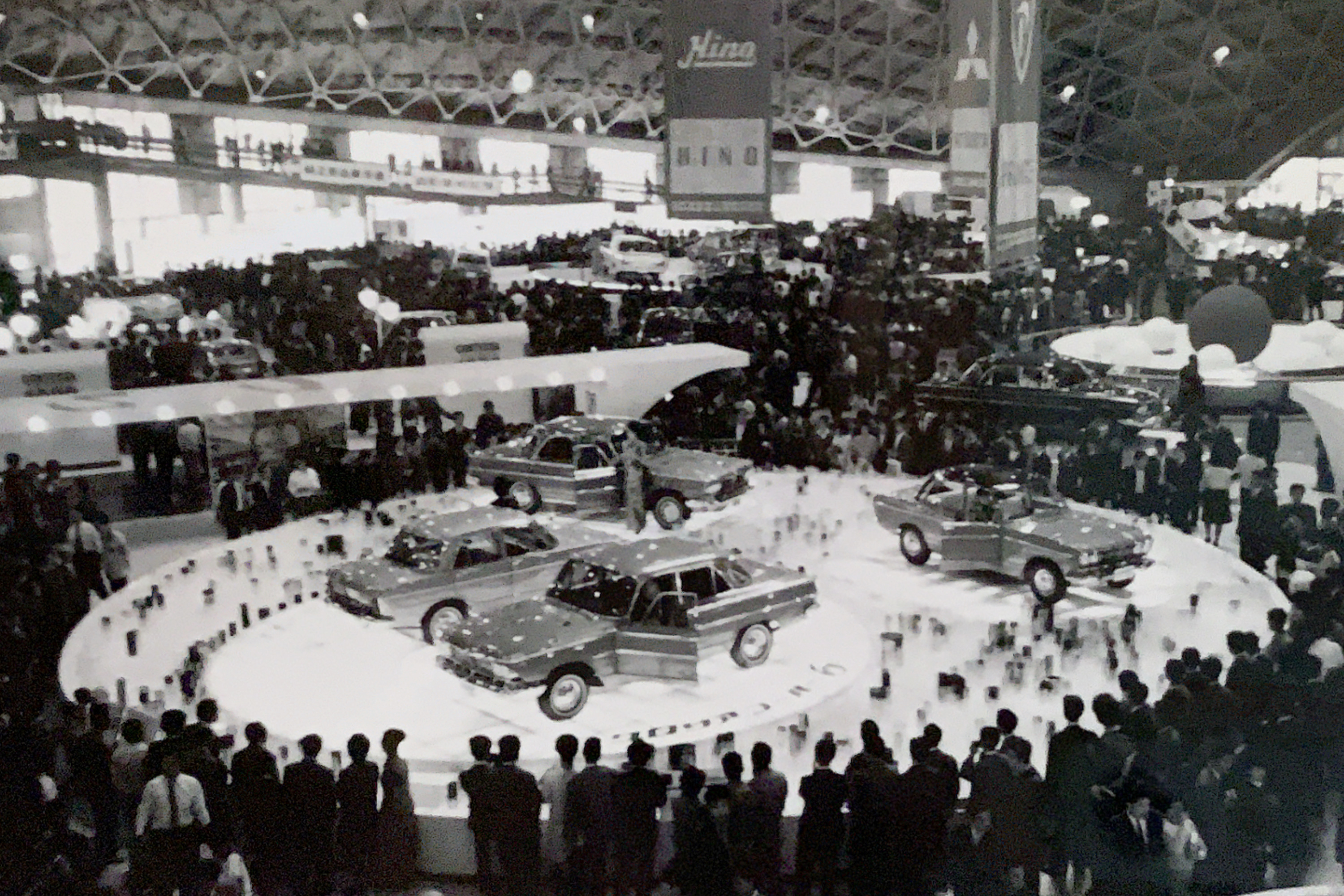
Une photo du salon de l'automobile de Tokyo datant des années 1960.

Le Japan Mobility Show (ジャパンモビリティショー (), ou Tokyo Motor Show), devenu Japan Mobility Show en 2023, est un salon automobile international qui se déroule tous les deux ans, les années impaires, généralement dans la période octobre-novembre, au centre de convention Tokyo Big Sight de Tokyo.

## Présentation
Le Tokyo Motor Show est le principal salon international de l'automobile du Japon. Un second salon international se déroule dans la métropole de Tokyo à Chiba, le Tokyo Auto Salon, consacré à l'automobile, le tuning et la transformation des véhicules où les grands constructeurs présentent quelques nouveaux modèles et plusieurs concept-cars.

### Fréquentation
L'édition 2021 est annulée en raison de la Pandémie de Covid-19 au Japon. En 2023, le salon accueille 1 112 000 visiteurs, un score proche de l'édition post-Covid.

## Éditions

### 41eédition (2011)
- Toyota FCV-R[3]

### 42eédition (2013)
- Mitsubishi AR Concept[4]

### 43eédition (2014)
- Mitsubishi Concept XR-PHEV I[5]

### 44eédition (2015)
- Suzuki Ignis II
- Mazda RX-Vision
- Mercedes-Benz Vision Tokyo concept
- Mitsubishi eX Concept[6]
- Toyota FCV Plus[7]

### 45eédition (2017)
L'édition du salon de l'automobile de Tokyo 2017 a lieu du 27 octobre au 5 novembre 2017.
Cette édition est marquée par l'absence de nombreux constructeurs automobiles dont notamment les marques américaines Ford et General Motors, ainsi que FCA regroupant Fiat, Alfa Romeo, Maserati, Jeep et Abarth, et l'italien Ferrari.
- Mitsubishi e-Evolution Concept[9].

### 46eédition (2019)
L'édition du salon de l'automobile de Tokyo 2019 a lieu du 24 octobre au 4 novembre 2019.
- Mitsubishi Mi-Tech Concept[10]
- Mitsubishi K-Wagon Concept[11]
- Toyota LQ Concept[12]

### Édition 2021 annulée
En avril 2021, Akio Toyoda, président du salon de l'automobile de Tokyo et de Toyota, a annoncé l'annulation de l'édition 2021 raison de la pandémie de Covid-19. C'est la première fois depuis 1954 que le salon n'a pas lieu.

### 47eédition (2023)
L'édition du Japan Mobility Show 2023 a lieu du 26 octobre au 5 novembre 2023.
Nouveautés
- Toyota Land Hopper[15]

Restylages
- Mazda MX-5 IV phase 2[16]

Concept cars
- Daihatsu me:MO Concept[17]
- Daihatsu Osanpo[16]
- Daihatsu Vision Copen concept[18]
- Honda CI-MEV Concept[17]
- Honda Sustania-C concept[19]
- Honda Prelude concept[20]
- Infiniti Vision Qe concept[16]
- Lexus LF-ZC[21]
- Lexus LF-ZL[21]
- Mazda Iconic SP concept[22]
- Mitsubishi D:X Concept[23]
- Mitsubishi Last 1 Mile Mobility[24]
- Mitsubishi MPV crossover concept[16]
- Mitsubishi Triton concept[17]
- Nissan Hyper Adventure concept
- Nissan Hyper Force concept[25]
- Nissan Hyper Punk concept[26]
- Nissan Hyper Tourer concept[27]
- Nissan Hyper Urban concept[28]
- Nissan Vision Qe concept[23]
- Subaru Levorg Layback Limited EX[17]
- Subaru Sports Mobility concept[17]
- Subaru Soltera ET-HS concept[16]
- Suzuki eVX[16]
- Suzuki Swift Concept[29]
- Toyota FT-Se concept[30]
- Toyota FT-3e concept[30]
- Toyota Kayoibako[31]
- Toyota Land Cruiser Se concept[32]
- Toyota EPU concept[16]
- Yamaha Tricera concept[33]